# Edme-François Gersaint
Edme-François Gersaint, né en 1694 à Paris où il meurt en 1750, est un marchand mercier et historien de l'art français, qui occupe une place centrale dans le développement du marché de l'art et des métiers de luxe durant la Régence lorsque régnait le style rococo.

## Biographie
Issu d’une famille de marchands bourguignons récemment installée à Paris, Gersaint a commencé sa carrière comme marchand-mercier en 1718, puis en achetant le fonds de marchandise et en héritant, avec un modeste capital, de la clientèle d’Antoine Dieu (1662-1727), marchand de tableaux Au Grand Monarque sur le Petit-Pont. Le Petit-Pont, bordé de boutiques, ayant brulé la même année, Gersaint alla s’installer sur le Pont Notre-Dame. L’ombre de Gersaint a toujours été liée à sa bienveillante amitié pour Watteau. Ce dernier a peint la célèbre Enseigne de Gersaint en quelques jours à l’automne 1720, quelques mois avant sa mort, pour servir de panneau publicitaire à la galerie de son ami. En réalité, l’enseigne, dont la représentation idéalise la boutique encombrée de Gersaint, n’a pas été exposé aux éléments. Le dernier chef-d’œuvre de Watteau, qui ne resta accroché à l’extérieur que quinze jours, faisant l’admiration de tout Paris, fit autant de publicité à Watteau qu’à Gersaint lui-même. 
Gersaint a effectué la totalité de sa carrière à partir de sa boutique exiguë, à peine plus grande qu’un kiosque avec une petite arrière-boutique, située sur le pont Notre-Dame, en plein cœur du cœur de Paris, suivant la mode tout en approvisionnant une clientèle d’aristocrates en objets d’art et en bagatelles de luxe. Deux inventaires de son stock, effectués en 1725 et 1750, ont révélé l’ampleur prise par l’intérêt de Gersaint pour les nouveautés exotiques, comme la porcelaine et le laque orientale, les services à thé et à café, des coquillages des mers tropicales : Gersaint n'était pas qu'un marchand de tableaux.
À partir de 1733, Gersaint commença à compiler le catalogue des ventes aux enchères à Paris, notamment les collections de Quentin de Lorangère, chez Jacques Barois, Quay des Augustins, à la Ville de Nevers (2 mars 1744), Antoine de Laroque (22 avril 1745), et le vicomte Angran de Fonspertuis (17 décembre 1747). Gersaint ajoutait la biographie des artistes aux descriptions extensives de leur œuvre. Le Catalogue raisonné de toutes les pièces qui forment l’œuvre de Rembrandt, publié à titre posthume à Paris en 1751, est le premier catalogue raisonné de l’œuvre graphique d’un seul artiste, abordant en détail, dans un chapitre, sur les attributions douteuses les questions de connaisseur consistant à distinguer l’œuvre de Rembrandt de celle de ses élèves. Il a néanmoins fallu attendre 2002 pour que Gersaint ait sa première biographie extensive.